# خانه ظهیرالاسلام
خانه ظهیرالاسلام خانه‌ای مسکونی است مربوط به دوره قاجار است و در مرکز شهر تهران در نزدیکی میدان بهارستان، خیابان هدایت واقع شده‌است. در اقدامی پرسش‌برانگیز این بنا دو بار  در فهرست آثار ملی به ثبت رسیده‌است. این اثر در بار دوم در تاریخ ۲۲ خرداد ۱۳۹۶ با شمارهٔ ثبت ۳۱۰۹۶ به‌عنوان یکی از آثار ملی ایران به ثبت رسید.
خانه ظهیرالاسلام سال ۱۳۹۳ به ثبت ملی رسید اما این ثبت نیز تغییری در اوضاع این خانه ایجاد نکرد زیرا نام این خانه در هنگام ثبت ملی به نام خانه سردار تنکابنی ذکر شده و بنا شماره ثبت دریافت نکرد.

## پیشینه
این خانه منسوب به امام جمعه تهران و داماد ناصرالدین شاه، سید زین العابدین امام جمعه پسر میرزا ابوالقاسم امام جمعه ملقب به ظهیرالاسلام می باشد. 

خانه ظهیرالاسلام عمارتی از دورهٔ قاجار است. این عمارت از آن جهت که خانهٔ مسکونی یکی از شخصیت های عهد قاجار و با توجه به آن که نمونه‌ای کم‌نظیر و کامل از بناهای مسکونی دورهٔ قاجار بوده و با توجه به موقعیت قرارگیری در محله‌ای خاص قابل بحث و بررسی ست؛ و از آنجا که این بنا مبین تحول در بناهای کوشکی دورهٔ قاجار و تلفیق با معماری اروپایی است ارزشهایی را برای بنا بدنبال دارد. طبق مطالعات این بنا فاقد لوح یا کتیبه‌ای است که تاریخ ساخت آن را مشخص کند، ولیکن با توجه به تلفیق معماری بومی و غربی و سقف شیروانی این خانه گواه بر این است که این کوشک متعلق به اواخر دورهٔ ناصرالدین شاه است.مساحت منزل «ظهیرالاسلام»، حدود ۲۵۰۰ متر مربع زیربنا با ساختمانی ۶۰۰ مترمربع در دو طبقه شامل یک طبقه زیرزمین و یک طبقه همکف است که در دورهٔ قاجار ساخته شده‌است.از سویی، محمدولی خان سپهسالار تنکابنی هم ظاهرا در این محل زندگی کرده است.  مالکیت ملک منتسب به سلطان محمد میرزا سیف الدوله(عضدی قاجار) است که به صورت امانت در اختیار ظهیرالاسلام قرار گرفته بود«مدارک و مستندات»

## مالکیت کنونی بنا
در حال حاضر مالکیت بنا به‌طور خصوصی در دست سازمان تأمین اجتماعی است. سیدتقی نوربخش مدیرعامل سازمان تأمین اجتماعی نیز در حاشیه حضورش در خبرگزاری مهر دربارهٔ وضعیت بنای تاریخی خانه‌ای که تحت تملک این سازمان قرار دارد و مردم تهران آن را به‌عنوان خانه ظهیرالاسلام می‌شناسند، به خبرنگار مهر گفت: اکنون عملیات ساختمانی و مرمت این خانه تاریخی شروع شده و ما برای آن بوجه هفت میلیارد تومانی اختصاص داده‌ایم تا به صورت یک مرکز فرهنگی به بهره‌برداری برسد. نقشه‌های آن کشیده شده تا به عنوان یک میراث فرهنگی در جهت وظایف فرهنگی تأمین اجتماعی مورد بهره‌برداری قرار گیرد.
وی با بیان اینکه خانه ظهیرالاسلام در اختیار سازمان تأمین اجتماعی باقی می‌ماند افزود: امسال (۱۳۹۶) این خانه بازسازی شده و به بهره‌برداری می‌رسد.
اگرچه این بار نیز مدیرعامل سازمان تأمین اجتماعی از تغییر کاربری این بنای تاریخی و مرمت آن خبر داده‌است اما دوباره مرمت خانه ظهیرالاسلام متوقف مانده‌است.

## موقعیت بنا
بنای ظهیرالاسلام در خیابان قائدی و سر خیابان ظهیرالاسلام قرار دارد.

## مرمت خانه
این بنا تا سال ها متروک بوده و در حال تخریب بوده است تا اینکه سازمان تامین اجتماعی در سال ۱۳۹۵ تصمیم به مرمت خانه می گیرد. در این سال با بستن قراردادی طرح مرمت و احیای خانه به شرکت ارگ بم کرمان واگذار می شود و مستند سازی بنا نیز به پژوهشگاه میراث فرهنگی سپرده می شود که عملیات نقشه برداری و اسکن لیزر آن توسط مهندس فرشاد صالحی انجام میشود. بعد از تهیه طرح مرمت توسط شرکت ارگ بم کرمان، در اواخر سال ۱۳۹۶ عملیات اجرایی مرمت خانه طی قراردادی به موسسه پژوهشی فرهنگ و هنر دانشگاه تهران سپرده می شود. موسسه پژوهشی فرهنگ و هنر دانشگاه تهران که سابقه مرمت آثار مهمی همچون کتابخانه پروین اعتصامی باغ نگارستان و سردرد باغ ملی را در کارنامه خود دارد، عملیات مرمتی و تجهیز کارگاه را از ابتدای سال ۱۳۹۷ آغاز نمود. مدیریت پروژه در ابتدای شروع فعالیت مرمتی بطور همزمان توسط مهندس داود دانشیان از متخصصین به نام در حوزه مرمت بنا و مهندس مجید آذرشب از جمله متخصصان حوزه مرمت و فارغ التحصیل تحصیلات تکمیلی در رشته مرمت در دانشگاه تهران انجام می شد و در کنار تیم اجرایی نیز یک کارگروه متشکل از ناظران میراث فرهنگی آقایان مهندس رایتی و مهندس حشمتی، و نمایندگان کارفرما و مجری تشکیل شد که وظیفه آن راهبری کلیه عملیات مرمتی بود.کلیه عملیات مرمت و طراحی های حین پروژه بعد از تایید در این کارگروه به اجرا در می آمد. به علت تخریب های بسیار زیاد و همچنین مشکلات زیاد در طرح تهیه شده توسط شرکت ارگ بم کرمان به علت عدم تطابق نقشه های تهیه شده توسط این شرکت با وضع موجود بعد از آوار برداری، طی توافق با مجری، بازطراحی پروژه  و تهیه نقشه های جدید نیز به موسسه پژوهشی فرهنگ و هنر سپرده شد. با رفتن مهندس دانشیان از مدیریت پروژه بعد از گذشت چند ماه، مهندس مجید آذرشب مسئولیت مدیریت پروژه مرمت  خانه را به تنهایی بر عهده گرفت. مجید آذرشب، در کنار دیگر متخصصین که همگی از فارغ التحصیلان دانشگاه های مطرح کشور، بخصوص دانشگاه تهران، بودند، عملیات اجرای مرمت را در سال ۱۴۰۰ به اتمام رساند. در این پروژه افرادی همچون مهندس محمد شوکتیان به عنوان سرپرست کارگاه و مهندس زینب تقی پور مسئول دفتر فنی، مهندس محمدرضا محمودی مسئول مستندسازی، مهندس سعید رحمتی، مهندس سعید آذرشب، مهندس محمد گلستانی، مهندس بهروز شیرازی، مهندس عباس راه چمنی، مهندس حیدری، مهندس محمد گیلکی، مهندس عباس صادقی، مهندس مائده رضوان، آقای بابک صدیقی عکاس پروژه، حضور داشتند.

## نگارخانه

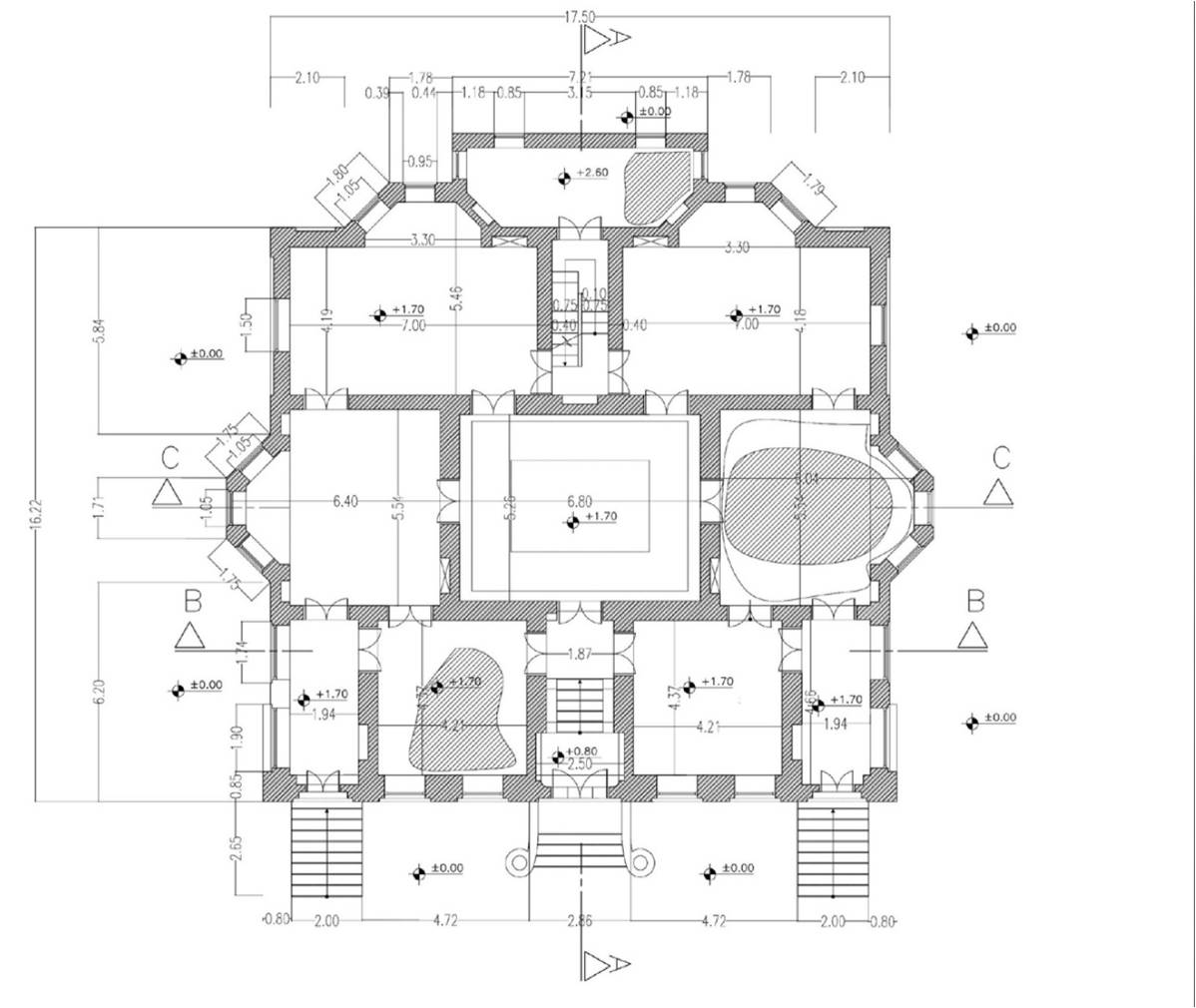
نقشه‌های بنا
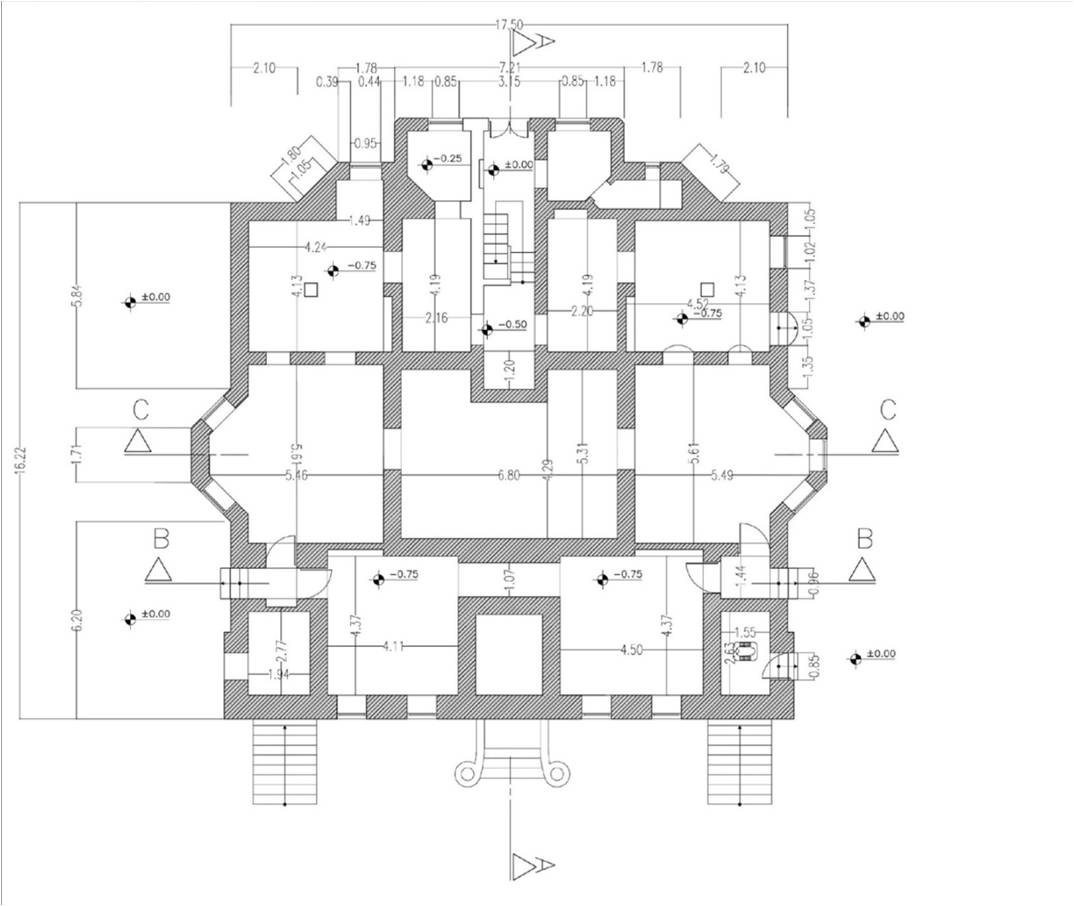
نقشه‌های بنا
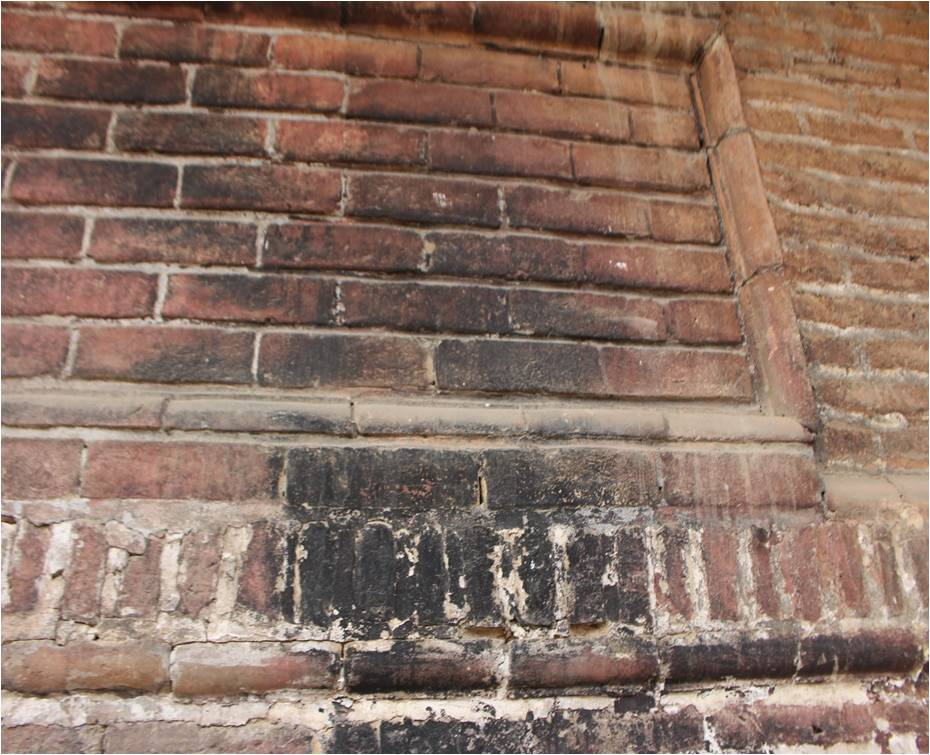
نمای آجری که آثار آتش سوزی در آن نمایان است.
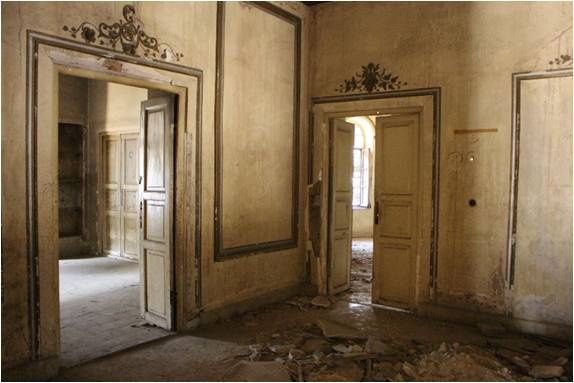
تزئینات داخلی
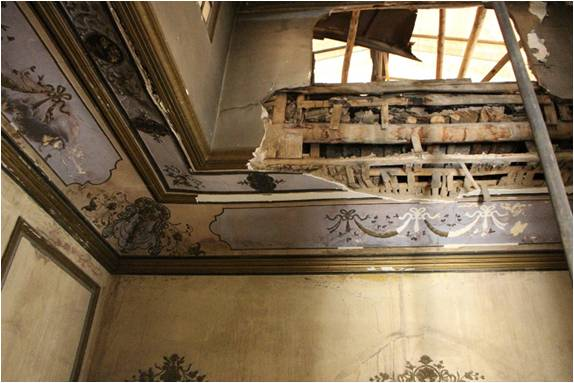
تزئینات داخلی
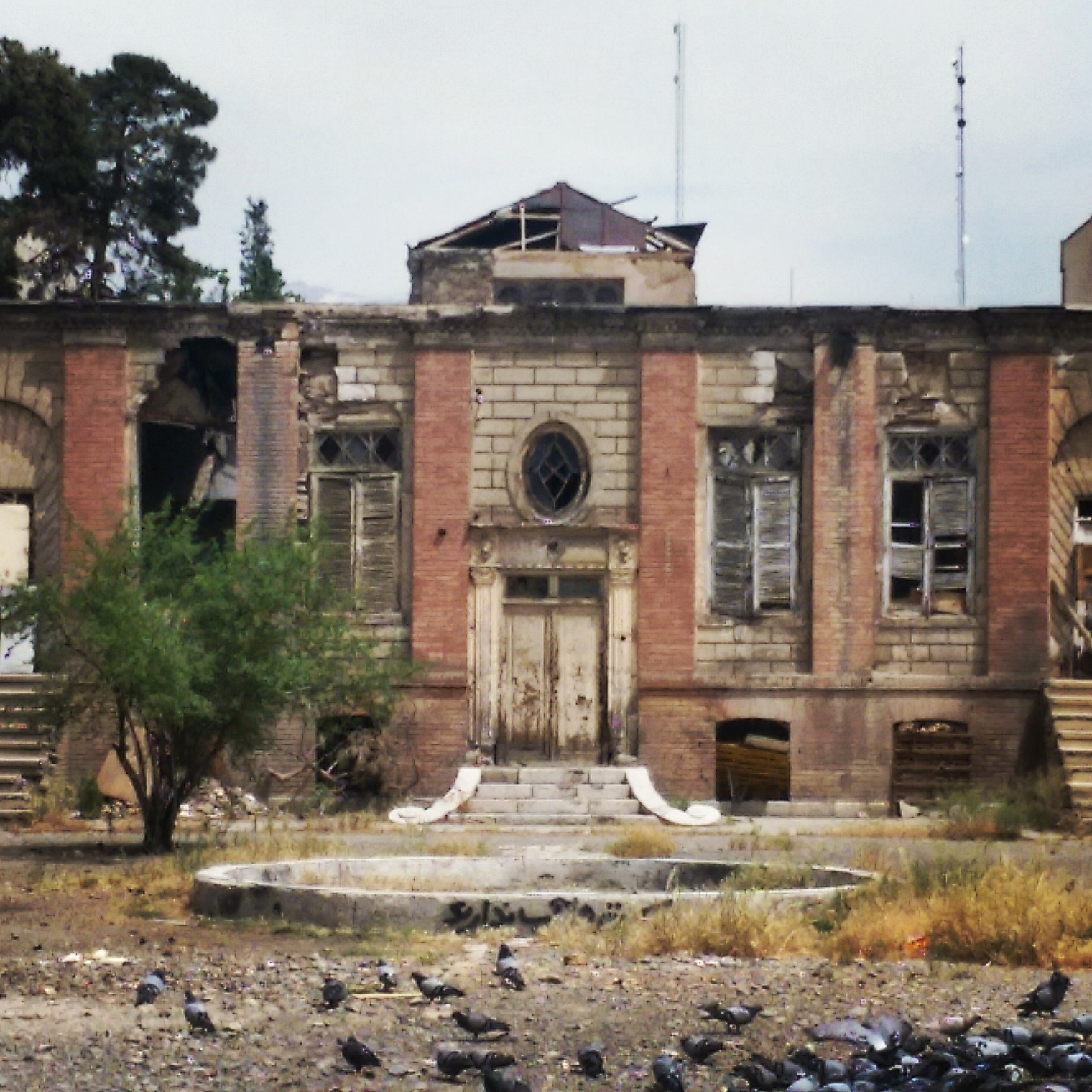
خانه ظهیرالاسلام قبل از بازسازی